# آویشن‌ماهی استرالیایی
آویشن‌ماهی استرالیایی (نام علمی: Prototroctes maraena) نام یک گونه از سرده آویشن‌ماهی‌های جنوبی است.